# Linea Senseki
La linea Senseki (仙石線?, Senseki-honsen) è una ferrovia suburbana a scartamento ridotto di 50,2 km che collega le città giapponesi di Sendai e Ishinomaki in Giappone, gestita da JR East come linea suburbana per il traffico pendolare. Il nome della linea deriva dai nomi delle due città, Sendai (仙台) e Ishinomaki (石巻).

## Caratteristiche della rete
- Operatori e distanze:
  - East Japan Railway Company (servizi e infrastruttura)
    - Aoba-dōri — Ishinomaki: 50,2 km

  - Japan Freight Railway Company (servizi e binari)
    - Rikuzen-Yamashita — Ishinomaki-Minato: 1.8 km

  - Japan Freight Railway Company (servizi)
    - Rikuzen-Yamashita — Ishinomaki: 1.4 km
- Stazioni:
  - Numero di stazioni passeggeri: 31
  - Scali merci: 1 (Ishinomaki-Minato)
- Binari:
  - Doppio binario: Aoba-dōri — Higashi-Shiogama
  - Binario semplice: Higashi-Shiogama — Ishinomaki
- Elettrificazione: tutta la linea (1500 V DC)
- Segnalamento ferroviario:
  - Aoba-dōri — Ishinomaki: ATS-Ps
- Centro del controllo del traffico: centro di Miyagino

## Storia

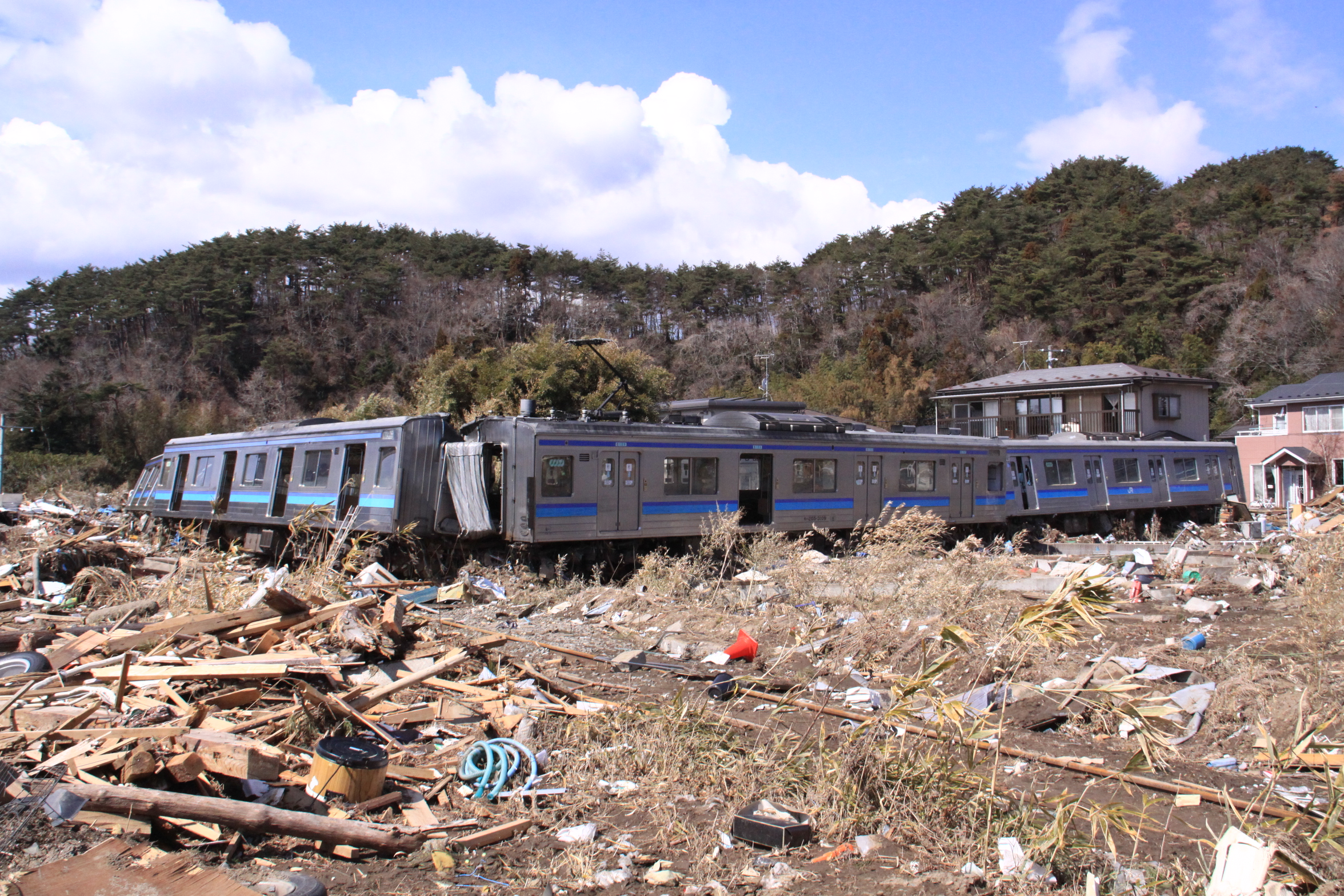
Fotografia di un convoglio distrutto a causa del maremoto del marzo 2011

La linea ebbe origine nel 1925 come Ferrovia elettrica di Miyagi con il primo tratto attivo fra Sendai e Nishi-Shiogama. In seguito, per fasi la linea venne estesa fino a raggiungere l'attuale capolinea di Ishinomaki nel 1932. Nel 1944 la ferrovia venne nazionalizzata, e il nome divenne Linea Senseki, con diversi cambi di nome di alcune stazioni.
A partire dagli anni ottanta iniziarono alcuni interventi di modernizzazione della ferrovia, fra cui la sopraelevazione, nel 1981 del tratto Nishi-Shiogama - Higashi-Shiogama, e nel 2001 il capolinea presso Sendai venne portato in sotterraneo, con l'aggiunta di un capolinea più avanzato verso il centro della città, quello di Aoba-dori.

### Conseguenze del terremoto e dello tsunami del 2011
A causa del terremoto e maremoto del Tōhoku del 2011, diversi tratti di binario, stazioni e treni sono andati distrutti o gravemente danneggiati. I primi 16 km della linea nel lato della città di Sendai sono stati ripristinati entro il maggio 2011, mentre da metà luglio dello stesso anno erano rientrati in servizio i binari fra Sendai e Matsushima-Kaigan, e fra Yamoto e Ishinomaki, anche se quest'ultima tratta inizialmente fu attivata con treni diesel, a causa della distruzione della sottostazione elettrica per l'alimentazione della linea.
Il resto della linea fra Matsushima-Kaigan e Yamoto è stato praticamente cancellato dallo tsunami.
Per quanto riguarda la situazione di ottobre 2012, i servizi rimangono sospesi tra Takagimachi e Rikuzen-Ono. Tutti i servizi della linea dovrebbero essere ripristinati entro il 2015, e un nuovo collegamento di 400 metri verrà costruito fra Shiogama e Matsushima, sulla linea principale Tōhoku, per permettere servizi diretti fra le due linee e abbreviare di circa 10 minuti il tempo di percorrenza fra Ishinomaki e Sendai, con un costo di 20 miliardi di yen.

## Servizi

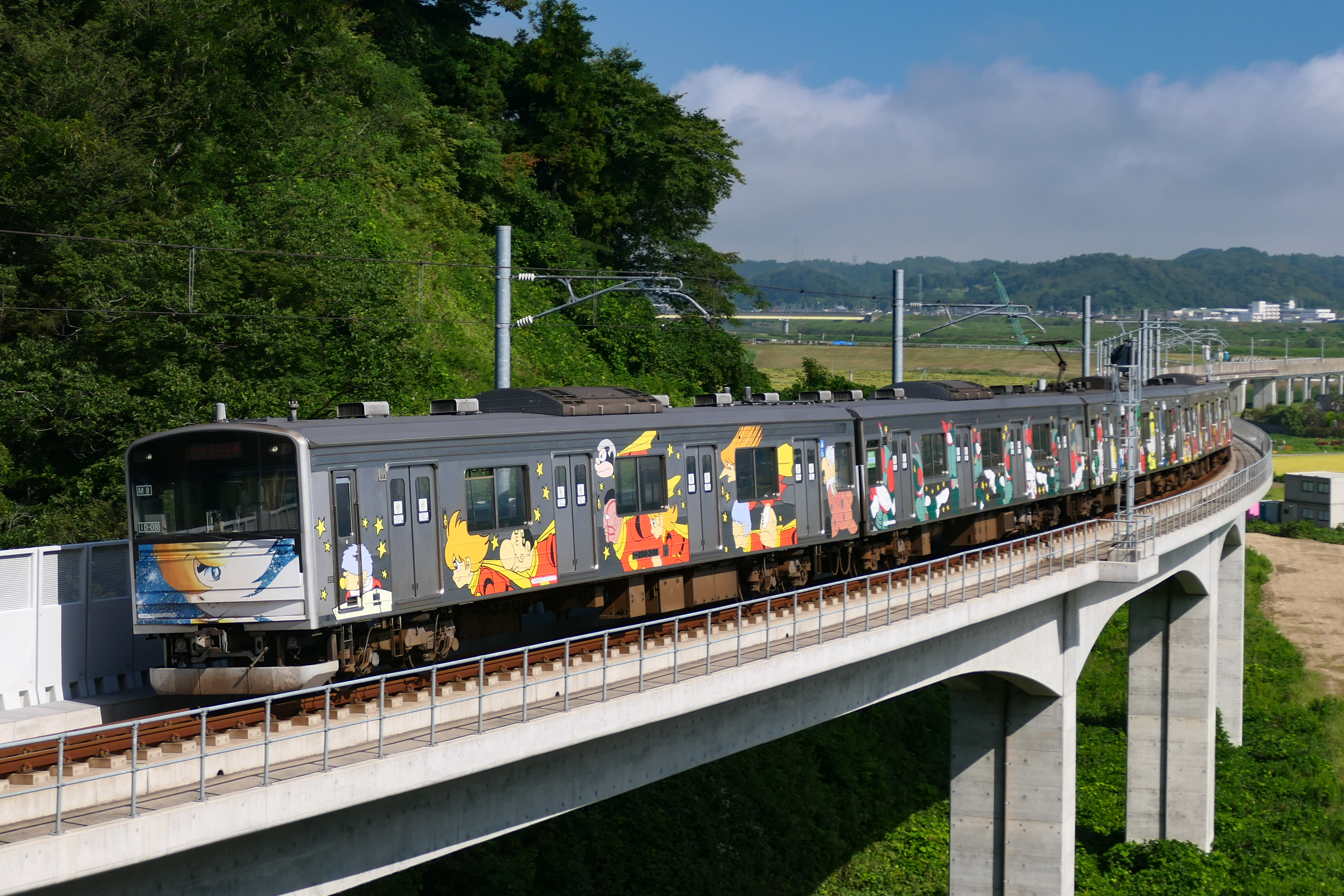
Treno "Mangattan Liner" della serie 205

Tutti i treni hanno origine dalla stazione di Aoba-dōri, con la maggior parte di essi terminanti alla stazione di Tagajō o a quella di Higashi-Shiogama. I treni locali rapidi che percorrono tutta la lunghezza della linea sono espletati a intervalli di 30 minuti. Presso Sendai, la linea sottoattraversa la linea principale Tōhoku in modo simile alla linea Keiyō nella stazione di Tokyo, e la linea Chikuhi nella stazione di Hakata.
Il segmento fra Aoba-dōri e Higashi-Shiogama è parte fondamentale del sistema di trasporto urbano di Sendai, e diventa molto affollata durante i periodi di punta, con intervalli di passaggio dei treni inferiori ai 4 minuti. Durante i periodi non di punta circolano dai 3 ai 5 treni all'ora. Tra Higashi-Shiogama e Ishinomaki vengono invece eseguiti due treni all'ora (in genere un treno rapido e uno locale).
Oltre ai treni locali, ci sono due tipi di servizio rapido sulla linea Senseki: entrambi i servizi rapidi fanno solo fermate intermedie tra Tagajō e Yamoto, ma il primo tipo (chiamato rapido "verde") si ferma in tutte le stazioni tra Aoba-dōri e Tagajō, mentre il secondo tipo (rapido "rosso") compie un numero inferiore di fermate tra Aoba-dōri e Tagajō. I treni locali e rapidi compiono quindi tutte le fermate fra Yamoto e Ishinomaki.
I treni rapidi fermano ad Aoba-dōri, Sendai, Tagajō, Hon-Shiogama, Higashi-Shiogama, Matsushima-Kaigan, Takagimachi, Nobiru, Rikuzen-Ono, Yamoto, e quindi tutte le stazioni fino a Ishinomaki. I rapidi "rossi" fermano alle stazioni di cui sopra, così come in tutte le stazioni tra Sendai e Tagajō.
Il treno speciale "Mangattan Train" opera sulla linea Senseki, con una livrea ispirata ai personaggi al manga di Ishinomori.

### Servizi al 2013
In attesa del termine dei lavori di recupero della linea a causa dei danni dello tsunami, la linea è ora divisa in due segmenti operativi: fra Aoba-dōri e Takagimachi, e fra Rikuzen-Ono e Ishinomaki. Fra le due tratte è attivo un servizio autobus sostitutivo.

## Stazioni
La tabella sottostante mostra il servizio nella situazione attuale, in attesa del ripristino totale della linea previsto per il 2015.
- ：stazioni dell'area urbana di Sendai
- Fermate
  - I treni locali fermano in tutte le fermate
  - Rapido: ferma in presenza di "●" e non ferma con "｜"
- Binari; ∥：doppio binario: ◇,｜,＊：binario singolo（se presente ◇, è possibile l'incrocio dei treni provenienti dalle due direzioni; ∨：da qui binario unico; ∧：termine linea
- Tutta la linea is trova nella prefettura di Miyagi
- Le stazioni la cui cella è colorata in grigio ■ sono al momento (ottobre 2012) fuori servizio in attesa del ripristino.

| Elettr.          | Stazione             | Giapponese   | Dist. interst. | Dist. totale | R  | Collegamenti                                                                                   | Binari            | Staz. sott.       | Posizione         | Posizione         |
| ---------------- | -------------------- | ------------ | -------------- | ------------ | -- | ---------------------------------------------------------------------------------------------- | ----------------- | ----------------- | ----------------- | ----------------- |
| CC               | Aoba-dōri            | あおば通     | -              | 0.0          | ●  | ■Linea Namboku (Sendai)                                                                        | ∥                 | Si                | Aoba-ku           | Sendai            |
| CC               | Sendai               | 仙台         | 0.5            | 0.5          | ●  | ■ Linea principale Tōhoku ■ Linea Senzan ■ Linea Jōban ■ Linea Sendai Aeroporto ■Linea Namboku | ∥                 | Si                | Miyagino-ku       | Sendai            |
| CC               | Tsutsujigaoka        | 榴ヶ岡       | 0.8            | 1.3          | ｜ |                                                                                                | ∥                 | Si                | Miyagino-ku       | Sendai            |
| CC               | Miyaginohara         | 宮城野原     | 1.1            | 2.4          | △  |                                                                                                | ∥                 | Si                | Miyagino-ku       | Sendai            |
| CC               | Rikuzen-Haranomachi  | 陸前原ノ町   | 0.8            | 3.2          | ｜ |                                                                                                | ∥                 | Si                | Miyagino-ku       | Sendai            |
| CC               | Nigatake             | 苦竹         | 0.8            | 4.0          | ｜ |                                                                                                | ∥                 | No                | Miyagino-ku       | Sendai            |
| CC               | Kozurushinden        | 小鶴新田     | 1.6            | 5.6          | ｜ |                                                                                                | ∥                 | No                | Miyagino-ku       | Sendai            |
| CC               | Semaforo di Miyagino | 宮城野信号場 | -              | 6.8          | ｜ | Diramazione per il deposito di Miyagino                                                        | ∥                 | No                | Miyagino-ku       | Sendai            |
| CC               | Fukudamachi          | 福田町       | 2.1            | 7.7          | ｜ |                                                                                                | ∥                 | No                | Miyagino-ku       | Sendai            |
| CC               | Rikuzen-Takasago     | 陸前高砂     | 0.9            | 8.6          | ｜ |                                                                                                | ∥                 | No                | Miyagino-ku       | Sendai            |
| CC               | Nakanosakae          | 中野栄駅     | 1.7            | 10.3         | ｜ |                                                                                                | ∥                 | No                | Miyagino-ku       | Sendai            |
| CC               | Tagajō               | 多賀城       | 2.3            | 12.6         | ●  |                                                                                                | ∥                 | No                | Tagajō            | Tagajō            |
| CC               | Geba                 | 下馬         | 1.8            | 14.4         | ｜ |                                                                                                | ∥                 | No                | Tagajō            | Tagajō            |
| CC               | Nishi-Shiogama       | 西塩釜       | 0.8            | 15.2         | ｜ | ■ Linea principale Tōhoku (Shiogama)                                                           | ∥                 | No                | Shiogama          | Shiogama          |
| CC               | Hon-Shiogama         | 本塩釜       | 0.8            | 16.0         | ●  |                                                                                                | ∥                 | No                | Shiogama          | Shiogama          |
| CC               | Higashi-Shiogama     | 東塩釜       | 1.2            | 17.2         | ●  |                                                                                                | ∨                 | No                | Shiogama          | Shiogama          |
| CC               | Rikuzen-Hamada       | 陸前浜田     | 3.1            | 20.3         | ｜ |                                                                                                | ｜                | No                | Rifu Miyagi       | Rifu Miyagi       |
| CC               | Matsushima-Kaigan    | 松島海岸     | 2.9            | 23.2         | ●  |                                                                                                | ◇                 | No                | Matsushima Miyagi | Matsushima Miyagi |
| CC               | Takagimachi          | 高城町       | 2.3            | 25.5         | ●  | ■ Linea principale Tōhoku (Matsushima)                                                         | ◇                 | No                | Matsushima Miyagi | Matsushima Miyagi |
|                  | Tetaru               | 手樽         | 1.8            | 27.3         |    |                                                                                                | ｜                | No                | Matsushima Miyagi | Matsushima Miyagi |
| Rikuzen-Tomiyama | 陸前富山             | 1.3          | 28.6           |              |    | ｜                                                                                             |                   | No                | Matsushima Miyagi | Matsushima Miyagi |
| Rikuzen-Ōtsuka   | 陸前大塚             | 2.2          | 30.8           |              |    | ◇                                                                                              | Higashimatsushima | Higashimatsushima |                   |                   |
| Tōna             | 東名                 | 1.6          | 32.4           |              |    | ｜                                                                                             | Higashimatsushima | Higashimatsushima |                   |                   |
| Nobiru           | 野蒜                 | 1.6          | 34.0           |              |    | ◇                                                                                              | Higashimatsushima | Higashimatsushima |                   |                   |
| -                | Rikuzen-Ono          | 陸前小野     | 3.2            | 37.2         |    |                                                                                                | Higashimatsushima | Higashimatsushima | ＊                |                   |
| -                | Kazuma               | 鹿妻         | 1.6            | 38.8         |    |                                                                                                | Higashimatsushima | Higashimatsushima | ｜                |                   |
| -                | Yamoto               | 矢本         | 2.6            | 41.4         |    |                                                                                                | Higashimatsushima | Higashimatsushima | ＊                |                   |
| -                | Higashi-Yamoto       | 東矢本       | 1.4            | 42.8         |    |                                                                                                | Higashimatsushima | Higashimatsushima | ｜                |                   |
| -                | Rikuzen-Akai         | 陸前赤井     | 1.5            | 44.3         |    |                                                                                                | Higashimatsushima | Higashimatsushima | ＊                |                   |
| -                | Hebita               | 蛇田         | 3.5            | 47.8         |    |                                                                                                | ｜                | Ishinomaki        | Ishinomaki        |                   |
| -                | Rikuzen-Yamashita    | 陸前山下     | 1.0            | 48.8         |    | Linea merci Ishinomaki                                                                         | ◇                 | Ishinomaki        | Ishinomaki        |                   |
| -                | Ishinomaki           | 石巻         | 1.4            | 50.2         |    | Linea Ishinomaki                                                                               | ∧                 | Ishinomaki        | Ishinomaki        |                   |